# 黃顱刺蓋魚
黃顱刺蓋魚，俗名藍面神仙，為輻鰭魚綱鱸形目鱸亞目蓋刺魚科的其中一個種。

## 分布
本魚分布於印度太平洋區，包括馬爾地夫、日本、馬來西亞、印尼、澳洲、密克羅尼西亞、帛琉、新幾內亞、菲律賓、台灣、萬那杜等海域。

## 深度
水深5至25公尺。

## 特徵
本魚體略高而呈卵圓形，吻鈍而小，鰓前蓋骨具一硬棘。幼魚期體深藍色，遍布白色半圓細紋。成魚體轉變呈黃褐色且密布小藍點，額部深褐色，頭部呈亮藍色，並散布褐色斑紋，最明顯的特徵是臉部呈黃色，胸鰭、尾鰭和胸部黃色，背鰭軟條部有一黑色眼斑。背鰭背鰭硬棘13至14枚，軟條16至18枚；臀鰭硬棘3枚，軟條16至18枚。體長可達38公分。

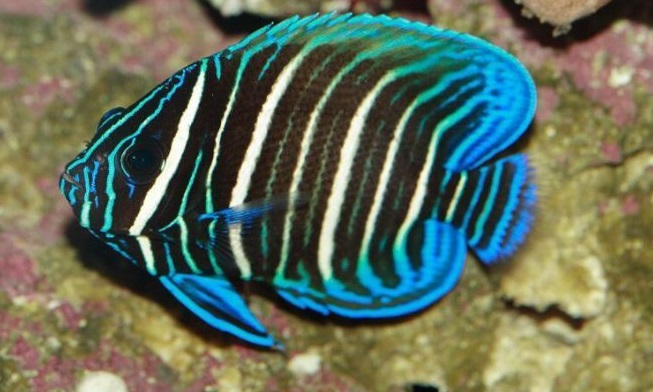
幼魚

## 生態
本魚棲息在潟湖與外礁斜坡的珊瑚豐富的區域。稚魚期生活於很淺的近海洞穴有藻類生長的地方成長。通常獨居性，屬雜食性，以海綿與其他的硬殼生物、被囊類等為食。

## 經濟利用
為高價值觀賞魚，無食用價值。